# Karów (Ukraina)
Karów (ukr. Карів, Kariw) – wieś na Ukrainie, w rejonie czerwonogrodzkim obwodu lwowskiego. Wieś liczy około 1060 mieszkańców.
W II Rzeczypospolitej do 1934 samodzielna gmina jednostkowa. Następnie należała do zbiorowej wiejskiej gminy Bruckenthal w powiecie rawskim w woj. lwowskim. 
W sierpniu 1944 nacjonaliści ukraińscy z OUN-UPA zamordowali tutaj 10 Polaków.
Po wojnie wieś weszła w struktury administracyjne Związku Radzieckiego.

## Urodzeni
- Wasyl Makuch (ukr. Василь Макух), 14.11.1927 — 10.11.1968) – uczestnik ukraińskiego ruchu oporu, w proteście przeciwko agresji ZSRR na Czechosłowację dokonał aktu samospalenia 5 listopada 1968 r. w Kijowie.
- Hryhorij Mazur (ukr. Григорій Мазур), ps. "Kałynowycz" (ur. 15.01.1912 r. - zm. 28.04.1949 r.) – podporucznik UPA, dowódca sotni "Mesnyky I" (marzec 1946 - wrzesień 1947) z kurenia "Zaliźniaka".